# Dragan Ćirić
Dragan Ćirić   (Belgrad, 15 de setembre de 1974) és un futbolista serbi professional ja retirat que va jugar com a Migcampista ofensiu al Partizan, Barcelona, AEK Athens i Real Valladolid. A nivell internacional, va jugar a la Selecció de Iugoslàvia, guanyant 4 partits.

## Biografia
Nascut a Belgrad el 15 de setembre de 1974, quan aquesta ciutat era administrativament República Federal Socialista de Iugoslàvia, es va formar com a futbolista al Partizan de Belgrad. Va ser en aquest equip on va assolir major rellevància, fins que el 1997 el va fitxar el FC Barcelona. No va quallar a l'equip català i va marxar a provar fortuna en altres equips: l'AEK Atenes de la lliga grega i el Reial Valladolid de la lliga espanyola, equip on va estar quatre anys. No va gaudir de gaire oportunitats ni a Grècia ni a Espanya, i el 2004 va tornar al Partizan, on es va retirar l'any següent.
Va ser quatre vegades internacional amb la selecció iugoslava.

## Títols
- Lliga iugoslava: 1993, 1994, 1996, 1997, 2005
- Copa iugoslava: 1994
- Lliga espanyola: 1998, 1999
- Copa del Rei: 1998
- Supercopa d'Europa: 1997
- Copa grega: 2000